# Zeche Vereinigte Wallfisch
Die Zeche Vereinigte Wallfisch ist ein ehemaliges Steinkohlenbergwerk in Witten-Stockum. Das Bergwerk war auch unter den Namen Zeche Vereinigte Wallfisch Tiefbau, Zeche Wallfisch Tiefbau und Zeche Vereinigte Wallfisch & Dickebank bekannt. Es ist aus einer Konsolidation mehrerer eigenständiger Bergwerke entstanden. Der Name des Bergwerks wurde vermutlich von dem Sternbild Walfisch abgeleitet. Die Gewerkschaft der Zeche Vereinigte Wallfisch gehörte zu den Gründungsmitgliedern des Rheinisch-Westfälischen Kohlen-Syndikats.

## Geschichte

### Die Anfänge
Im August des Jahres 1832 konsolidierten die Zechen Wallfischbänke (unterhalb der Stollensohle), Steinbergerbank, Stephansbank, einschließlich des Stephani-Erbstollens, und Margaretha zur Zeche Vereinigte Wallfisch. Hauptgewerken waren die Brüder Carl Liebrecht und Friedrich Wilhelm Liebrecht. Zu dieser Zeit waren die Schächte Sophia und Eduard in Betrieb. Trotz der Konsolidation setzten sich die Schwierigkeiten mit den Eigentümern der Grubenfelder und den Kohlenabnehmern weiter fort, die insbesondere bei der Zeche Steinbergerbank wiederholt das Eingreifen des Bergamtes Wetter erforderten. So kam es weiterhin zu Beschwerden aufgrund unpünktlicher Lieferungen und schlechter Kohlenqualität. Im Jahr 1835 waren die Schächte Johann, Eduard und Reserve in Betrieb. Im Jahr 1838 war das Bergwerk im Jahresbericht des Märkischen Bergamtes unter dem Namen Zeche Vereinigte Wallfischbänke genannt. Im Jahr 1840 waren die Schächte Reserve und Liebrecht in Betrieb. Am 6. November desselben Jahres wurde das Bergwerk stillgelegt. Im Jahr darauf wurde die Restberechtsame (oberhalb der Stollensohle) von Wallfischbänke übernommen. Im selben Jahr waren die oberen Flöze Alte Steinbergerbank, Neue Steinbergerbank und Bockholzbank oberhalb der Stollensohle bis zur großen Rüdinghauser Störung abgebaut. Im Jahr 1842 wurde das Bergwerk in Fristen gehalten. Im Januar des Jahres 1846 wurde das Bergwerk wieder in Betrieb genommen. Es wurde das bisher unverritzte Flöz Dickenbank in Verhieb genommen. Die Förderung erfolgte durch den Steinbergerbänker Stollen. Der weitere Transport erfolgte über Tage mittels Fuhrwerken über die heutige Walfischstraße bis zur Glasfabrik Mülensiefen. Im selben Jahr wurde der Schacht Laura abgeteuft. Im Jahr 1847 war Schacht Laura dann in Betrieb. In der Mitte des Jahres 1849 beantragte die Glasfabrik Gebrüder Mülensiefen, die der Hauptabnehmer der Wallfischen Kohlen war, beim Bergamt die Stilllegung der Zeche Vereinigte Wallfisch. Grund war eine längere Unterbrechung der Produktion in der Glasfabrik. Der Betrieb des Bergwerks wurde zunächst eingestellt und im September desselben Jahres wieder aufgenommen.

### Die weiteren Jahre
Ab dem Jahr 1850 verstärkte sich die Nachfrage nach Kohlen. Aus diesem Grund wurde weiter östlich ein neues Abbaufeld erschlossen. Am 30. April desselben Jahres wurden die Längenfelder Wallfisch, Stephansbank einschließlich des Stephani-Erbstolln und Steinbergerbank, sowie die Geviertfelder Crengendanz Nr. I-III vereinigt. Die Verleihung dieser Berechtsame erfolgte als Geviertfelder Vereinigte Wallfisch I, II, III und IV. Im Jahr 1854 war der Abbau über der Steinbergerbänker Stollensohle fast beendet. Im Jahr 1855 begann man mit den Planungen für den Übergang zum Tiefbau. Noch im selben Jahr wurde mit den Teufarbeiten für den tonnlägigen Schacht Theodor begonnen. Der Schacht wurde für den weiteren Stollenbau benötigt. Die Stollensohle lag in diesem Bereich bei einer Teufe von zehn Metern. Der Schacht wurde an der heutigen Straße Wilhelmshöhe angesetzt. Er wurde mit einem einspännigen Pferdegöpel ausgestattet, mit dem dann die Schachtförderung getätigt wurde. Außerdem wurde in diesem Jahr mit den Teufarbeiten von zwei weiteren tonnlägigen Schächten begonnen. Diese Schächte wurden für den Tiefbau benötigt. Im Jahr darauf wurde bei einer Teufe von 57 Metern die 1. Sohle angesetzt und im weiteren Jahresverlauf wurde bei einer Teufe von 106 Metern die 2. Sohle angesetzt. Die Berechtsame umfasste in diesem Jahr eine Fläche von 6,5 km2. Im selben Jahr wurde mit der Installation einer kräftigen, direkt wirkenden Wasserhaltungsmaschine begonnen. Außerdem wurde in diesem Jahr mit dem Bau einer Anschlussbahn zur Bergisch-Märkischen-Eisenbahn begonnen. Im Jahr 1857 wurde bei einer Teufe von 146 Metern die 3. Sohle angesetzt. Die beiden tonnlägigen Schächte hatten mittlerweile eine flache Teufe von 68 Lachtern erreicht. Allerdings waren die Schächte noch mit keiner der angesetzten Sohlen durchschlägig. Im selben Jahr wurde die Anschlussbahn fertiggestellt. Außerdem wurde die Wasserhaltungsmaschine in Betrieb genommen. Im Jahr 1861 wurde der tonnlägige Schacht Theodor tiefer geteuft. Im darauffolgenden Jahr war der Schacht Theodor bis auf eine flache Teufe von 45 Lachtern unter der Stollensohle geteuft. Im selben Jahr wurde mit dem Abbau im Feld Crengeldanz begonnen. Im Jahr 1862 wurde der Schacht Theodor mit der 2. Sohle durchschlägig. Im Jahr 1865 wurde mit den Teufarbeiten für den seigeren Schacht 1 begonnen. Der Schacht sollte als Förderschacht genutzt werden.
Im Jahr 1867 war der Schacht 1 mit der 2. Sohle durchschlägig. Im Jahr 1869 wurden der Förderschacht und der Wasserhaltungsschacht tiefer geteuft. Zweck dieser Teufarbeiten war die Ausrichtung der 2. Tiefbausohle. Noch im selben Jahr mussten die Teufarbeiten im Förderschacht aufgrund hoher Wasserzuflüsse gestundet werden. Die Teufarbeiten am Wasserhaltungsschacht wurden weiter fortgeführt. Im selben Jahr erreichte der Wasserhaltungsschacht zum Jahresende eine flache Teufe von 201 Metern. Bei einer seigeren Teufe von 146 Metern wurde die 3. Sohle angesetzt. Im Jahr 1873 wurde mit den Teufarbeiten für den seigeren Schacht 2 begonnen. Der Schacht wurde in einer Entfernung von 150 Metern neben Schacht 1 angesetzt. Im selben Jahr wurde mit der Errichtung neuer Tagesanlagen begonnen. Außerdem wurden in diesem Jahr die Geviertfelder Vereinigte Wallfisch Nr. I-IV inklusive des Erbstollenrechts unter dem Namen Vereinigte Wallfisch konsolidiert. Im Jahr 1874 wurden die beiden tonnlägigen Tiefbauschächte aus dem Jahr 1855 abgeworfen. Im Jahr 1876 wurde zunächst bei einer Teufe von 153 Metern (−28 m NN) die 3. Sohle und weiteren Jahresverlauf bei einer Teufe von 210 Metern (−85 m NN) die 4. Sohle angesetzt. Über Tage wurde eine neue Wasserhaltungsmaschine installiert. Im Jahr 1878 wurde der Schacht 2 als Förderschacht in Betrieb genommen. Im selben Jahr wurde der tonnlägige Wasserhaltungsschacht abgeworfen. Im Jahr darauf verlief der Abbaubetrieb ohne Störungen. Im Jahr 1882 wurde begonnen, den Schacht 2 tiefer zu teufen. Im Jahr darauf wurde bei einer Teufe von 315 Metern (−190 m NN) die 5. Sohle in Betrieb genommen. Im Jahr 1884 wurden auf der 3. und der 4. Sohle mit dem nördlichen Querschlag die Flöze Alte Steinbergerbank und Neue Steinbergerbank durchfahren. Außerdem wurden die Bremsberge auf der 3. Sohle fertiggestellt. Im Jahr 1892 waren fünf Schächte in Betrieb, davon waren vier Schächte als Wetterschächte in den Abbauabteilungen eingesetzt. Die Wettersohlen lagen bei den Teufen 10 m, 15 m, 20 m und 22 m. Ab dem Jahr 1889 begann man, auf der 4. Sohle weitere Kohlenvorräte zu erschließen. Hierfür wurden Querschläge nach Norden und nach Süden aufgefahren. Mit dem südlichen Querschlag wurde das Flöz Girondelle 3 angefahren. Im Jahr 1893 waren sechs Schächte in Betrieb, davon wurden fünf als Wetterschächte genutzt. Im Jahr darauf wurde im Nordfeld ein gebrochener Wetterschacht in Betrieb genommen. Im selben Jahr wurde ein Verbund mit der Zeche Vereinigte Franziska getätigt. Trotzdem blieben beide Bergwerke weiterhin eigenständig mit getrenntem Betrieb.

### Die letzten Jahre
Im Jahr 1895 wurde mit den Teufarbeiten für einen tonnlägigen Versuchsschacht begonnen. Der Schacht wurde später als Schacht Franziska-Düren bezeichnet. Der Versuchsschacht wurde nördlich von Schacht 2 angesetzt. Die Rasenhängebank befand sich bei +85 m NN. Im selben Jahr erfolgte die Angliederung an die Zeche Vereinigte Hamburg & Franziska unter dem Namen Franziska-Düren. Dennoch wurde der Betrieb der Bergwerke weiterhin getrennt getätigt. Um eine untertägige Verbindung zwischen beiden Bergwerken zu erhalten, wurde auf der 5. Sohle von Franziska ein Querschlag nach Norden bis zu den Flözen der Zeche Vereinigte Wallfisch aufgefahren. Im Jahr 1898 wurden im Versuchsschacht bei einer flachen Teufe von 28 Metern die Teufarbeiten eingestellt und der Schacht wurde abgedeckt. Grund hierfür waren starke Wasserzuflüsse. Am 20. Oktober des Jahres 1897 musste der Nordflügel aufgrund einer berghördlichen Anordnung aufgegeben und abgedämmt werden. Der Grund für diese Anordnung war das häufige Auslaufen der mit einem Einfallen von 88 Gon gelagerten Flöze. Im Jahr 1898 war der Südflügel aufgrund unreiner Kohle alleine nicht mehr bauwürdig. Am 31. März desselben Jahres wurde die Zeche Vereinigte Wallfisch von der Zeche Vereinigte Hamburg & Franziska übernommen. Ab dem 1. April desselben Jahres wurden die Kohlen aus dem Baufeld Wallfisch untertägig zum Standort Franziska gefördert und dort nach über Tage gefördert. Der Schacht Wallfisch wurde nur noch zur Seilfahrt und zur Bewetterung genutzt.

## Förderung und Belegschaft
Auf dem Bergwerk wurde feine Fettkohle mit geringer Qualität abgebaut. Die ersten Förderzahlen und Belegschaftszahlen stammen aus dem Jahr 1838, damals waren 18 Bergleute auf dem Bergwerk beschäftigt, die eine Förderung von 47.344 Scheffeln Steinkohle erbrachten. Im Jahr 1846 wurden mit 6–8 Mitarbeitern 22.634 Scheffel Steinkohle gefördert. Im Jahr 1855 wurde eine Förderung von 31.884 preußische Tonnen Steinkohle erzielt. Diese Förderung wurde von 75 Beschäftigten erbracht. Im Jahr 1865 wurde eine Förderung von 6764 Tonnen Steinkohle erbracht. Im Jahr 1870 wurde mit 118 Bergleuten eine Förderung von 33.658 Tonnen Steinkohle erbracht. Im Jahr 1875 wurden mit 147 Bergleuten rund 42.000 Tonnen Steinkohle gefördert. Im Jahr 1880 wurde mit 149 Bergleuten eine Förderung von 39.996 Tonnen Steinkohle erbracht. Im Jahr 1885 waren 175 Bergleute auf dem Bergwerk beschäftigt, die eine Förderung von 53.232 Tonnen Steinkohle erbrachten. Im Jahr 1890 wurden mit 223 Bergleuten 52.539 Tonnen Steinkohle gefördert. Die maximale Förderung des Bergwerks wurde im Jahr 1896 erzielt. In diesem Jahr wurden mit 388 Bergleuten 75.074 Tonnen Steinkohle gefördert. Dies sind die letzten bekannten Förder- und Belegschaftszahlen.

## Heutiger Zustand
Von der Zeche Vereinigte Wallfisch ist heute noch das Maschinenhaus des ersten Förderschachtes vorhanden, es wird als Wohnhaus genutzt.
Maschinenhaus und Zeche sind Bestandteil der Route der Industriekultur. 